# فايرفوكس (فلم)
فايرفوكس (بالإنجليزية: Firefox) ، هي فيلم أمريكي من نوع أكشن ، أنتجه الممثل الأمريكي كلينت إيستوود عام 1982م.

## قصة الفيلم
يبدأ الطيار العسكري الأمريكي ميتشل غانت (كلينت إيستوود) للذهاب إلى الاتحاد السوفيتي بغرض البحث عن المقاتلة الجوية ميغ-31 فايرفوكس ، ليرغب بأخذ الطائرة المقاتلة فيقوم بعملية تدمير إحدى القواعد السوفيتية وثكناتهم العسكرية ، ومن ثم يرسلها إلى القوات الجوية الأمريكية ليتعرفوا على مدى القوة والسرعة والأداء .

## مصدر
1. ↑  وصلة مرجع: https://www.siamzone.com/movie/m/4024. الوصول: 3 مايو 2016.
2. ↑  "Firefox: Budget." Clint: The Life and Legend. Retrieved: June 2, 2013. نسخة محفوظة 09 ديسمبر 2013 على موقع واي باك مشين.
3. ↑  Schickel 1996, p. 378.

## وصلات خارجية
- فايرفوكس على موقع IMDb (الإنجليزية)
- فايرفوكس على موقع ميتاكريتيك (الإنجليزية)
- فايرفوكس على موقع الموسوعة البريطانية (الإنجليزية)
- فايرفوكس على موقع روتن توميتوز (الإنجليزية)
- فايرفوكس على موقع نتفليكس (الإنجليزية)
- فايرفوكس على موقع قاعدة بيانات الأفلام العربية
- فايرفوكس على موقع ألو سيني (الفرنسية)
- فايرفوكس على موقع Turner Classic Movies (الإنجليزية)
- فايرفوكس على موقع أول موفي (الإنجليزية)
- فايرفوكس على موقع بوكس أوفيس موجو (الإنجليزية)
- Detailed online resource focusing on the technical and design aspects of this fictional aircraft